# Rufin Anthony
Rufin Anthony (* 12. Februar 1940 in Khushpur, Pakistan; † 17. Oktober 2016 in Islamabad) war ein pakistanischer römisch-katholischer Geistlicher und Bischof von Islamabad-Rawalpindi.

## Leben
Rufin Anthony empfing am 29. Juni 1969 das Sakrament der Priesterweihe für das Bistum Faisalabad.
Am 4. August 2009 ernannte ihn Papst Benedikt XVI. zum Koadjutorbischof von Islamabad-Rawalpindi. Der Apostolische Nuntius in Pakistan, Erzbischof Adolfo Tito Yllana, spendete ihm am 21. September desselben Jahres die Bischofsweihe; Mitkonsekratoren waren der Bischof von Faisalabad, Joseph Coutts, und der Bischof von Islamabad-Rawalpindi, Anthony Theodore Lobo. Am 18. Februar 2010 wurde Rufin Anthony in Nachfolge von Anthony Theodore Lobo, der aus Krankheitsgründen zurücktrat, Bischof von Islamabad-Rawalpindi. Rufin Anthony war vom 17. März 2012 bis zum 3. Juli 2013 zudem Apostolischer Administrator von Faisalabad.